# Ivan Beltrami
Ivan Beltrami (* 27. Juni 1969 in Riva del Garda) ist ein italienischer Unternehmer und ehemaliger Radrennfahrer.

## Sportliche Karriere
Ivan Beltrami – „extroverted teenager and a bit rebel“ – spielte zunächst Tennis und betrieb Wellenreiten auf dem Gardasee, bis er als Jugendlicher von einem Freund seines Vaters zum Radsport geholt wurde.
1987 wurde Beltrami Junioren-Vizeweltmeister in der Mannschaftsverfolgung sowie zweifacher nationaler Junioren-Meister in der Einer- sowie der Mannschaftsverfolgung. Sowohl 1988 wie auch 1989 startete er bei den Amateuren und errang erneut jeweils zwei italienische Titel in der Einerverfolgung. 1988 stellte er zudem auf der Radrennbahn von Busto Garolfo einen italienischen Rekord in der Einerverfolgung über 4000 Meter auf. 1991 errang er bei den Mittelmeerspielen Silber in der Einerverfolgung. 1990 gewann er das Rennen Vicenza–Bionde und wurde mit dem Team von Euromobil Zalf italienischer Meister im Mannschaftszeitfahren.
1988 und 1992 startete Beltrami bei Olympischen Spielen jeweils in Einer- und Mannschaftsverfolgung: 1988 und 1992 belegte er in der Einerverfolgung jeweils Rang acht, 1988 wurde er mit Gianpaolo Grisandi, David Solari, Fabrizio Trezzi und Fabio Baldato Sechster in der Mannschaftsverfolgung und 1992 mit Rossano Brasi, Ivan Cerioli und Giovanni Lombardi Vierter in der Mannschaftsverfolgung.

## Berufliches
1992 beendete Beltrami seine Radsportlaufbahn. Anschließend wurde er im Familienunternehmen in Nago-Torbole tätig, das aus einem Café entstand. Das Unternehmen Meckis fertigt Sports- und Casual Wear.

## Erfolge
1987
- Junioren-Weltmeisterschaft – Mannschaftsverfolgung (mit Giovanni Lombardi, Gianluca Gorini und Andrea Collinelli)
- Italienischer Junioren-Meister – Einerverfolgung, Mannschaftsverfolgung

1988
- Italienischer Amateur-Meister – Einerverfolgung, Mannschaftsverfolgung

1989
- Italienischer Amateur-Meister – Einerverfolgung, Mannschaftsverfolgung (mit Claudio Camin, Giovanni Lombardi und Marco Villa)

1991
- Mittelmeerspiele – Einerverfolgung